# Geschichte der Hethiter
Die Geschichte der Hethiter umfasst die Entwicklungen des hethitischen Großreiches von 1600 bis 1200 v. Chr. und der ihm nachfolgenden hethitischen Kleinstaaten. Ferner umfasst sie die Ursprünge des hethitischen Volkes und seine Entwicklung bis zum Großreich.

## Datierung
Die Regierungslängen hethitischer Herrscher lassen sich mangels hethitischer Quellen nicht genau datieren. Briefe mit anderen Königen und Inschriften erlauben nur punktuelle Datierungen, die sich zusätzlich an die „kurze“ oder „mittlere“ Chronologie anlehnen. Eine von Muršili II. in seinem zehnten Regierungsjahr erwähnte Sonnenfinsternis kann mit verschiedenen Sonnenfinsternissen verbunden werden, wobei die Sonnenfinsternis im Jahre 1312 v. Chr. derzeit bevorzugt wird. Siehe dazu Sonnenfinsternis des Muršilis.

## Indogermanische Ursprünge
Die Herkunft der Hethiter ist bis heute unsicher. Nach Renfrews Anatolien-Hypothese gehörten sie zu den „Ureinwohnern“ Kleinasiens. Nach stark überwiegender Forschungsmeinung sind Sprecher des anatolischen Zweigs der indogermanischen Sprachen jedoch aus Gebieten nördlich des Kaukasus oder vom Balkan aus nach Anatolien eingewandert. Archäologisch lässt sich eine Einwanderung indogermanischer Völker nicht belegen, zumal eine Verbindung von kulturellen Einschnitten, etwa im späten 3. Jahrtausend v. Chr., mit der Ankunft von Indogermanen kaum beweisbar ist. Vielleicht wanderten Indogermanen nach und nach in Anatolien ein und vermischten sich mit der einheimischen u. a. hattischen Bevölkerung. Neben dem Hethitischen bildeten sich in Kleinasien noch andere anatolische Sprachen heraus, darunter das Luwische im Süden und Westen und das Palaische im Norden und Nordwesten Anatoliens. Die Einwanderung der Indogermanen wird oft auf in die zweite Hälfte des dritten Jahrtausends v. Chr. datiert. Einige Forscher sehen einen Zusammenhang mit der Demircihüyük-Kultur (ca. 3500–2500 v. Chr.).

Lage von Pala

Nach Belegen assyrischer Händler ist jedoch sicher, dass Hethiter im 19. und 18. Jhd. v. Chr. in Kaniš (türk. Kültepe „Aschenhügel“, beim heutigen Kayseri gelegen) lebten. Dort wird gelegentlich von einem Fürsten Anitta geredet. Dies ist der erste Nachweis von Hethitern. Die Assyrer führten währenddessen die mesopotamische Keilschrift in Anatolien ein. Der erste aus dieser Zeit bekannte König (eher ein Fürst) der dortigen Kleinkönigreiche war Uḫna aus Zalpa, der die Stadt Kaniš zerstörte und die Hauptgottheit dieser Stadt verschleppte. Vermutlich war er verantwortlich für die völlige Zerstörung von Kaniš, die unsicher auf ca. 1835 v. Chr. datiert wird.
Ein sehr früher Text aus dieser Zeit, der nur in Abschriften erhalten ist, überliefert Anittas Bericht über die Eroberungen seines Vaters Pitḫana. Dieser stamme aus der noch nicht wiederentdeckten Stadt Kuššara und habe durch einen nächtlichen Überfall eine der bedeutendsten anatolischen Städte, Kaniš, in seine Gewalt gebracht. Dahin verlegte er seine Residenz. Um 1730 v. Chr. zog König Anitta von Kaniš/Neša gegen Zalpa, nahm König Ḫuzziya von Zalpa gefangen und führte die von Uḫna geraubte Statue zurück nach Kaniš/Neša. Anitta zerstörte die Stadt Ḫattuša, die von König Piyušti regiert wurde, und belegte die Ruine mit einem Fluch. Erst 150 Jahre später richtete Labarna I. hier seine Residenz ein. Anschließend eroberte Anitta Šalatuwara; der König des Fürstentums Purušḫanda beehrte ihn daraufhin mit einem eisernen Szepter und einem eisernen Thron, der zum Thron aller Herrscher wurde. Purušḫandas Bevölkerung soll sich sehr von der in Kaniš unterschieden haben und wird teilweise als luwisch betrachtet. Damit definierte Anitta das Kernland des hethitischen Reiches, während die Fürstentümer Pala und Luwiya noch unabhängig waren.
Für die Zeit nach Anitta fehlt jegliche Information, denn der assyrische Handel kam für rund 100 Jahre zum Erliegen und Kaniš versank in die Bedeutungslosigkeit. Offenbar fallen die Hethiter in einen Zustand zahlreicher Kleinstaaten zurück. Erst der Aufstieg eines neuen Königs namens Ḫuzziya, der ebenfalls aus Kuššara stammte, leitet die Zeit des hethitischen Reiches ein. Der Name Ḫuzziya ist als Gegner Anittas von einem Ort namens Zalpa bekannt. Dieses Zalpa (eventuell die Ruinen von İkiztepe, nahe dem heutigen Bafra) spielt bei einer hethitischen Legende eine bedeutende Rolle. Demnach habe eine Königin aus Kaniš 30 Söhne geboren und auf einem Fluss ausgesetzt, die nun im Lande Zalpuwa aufwuchsen. Später seien sie nach Kaniš gezogen und hätten ihre Schwestern geheiratet. Diese Legende wird als Einwanderungslegende gedeutet.
Zalpa liegt am Schwarzen Meer an der Mündung des Kızılırmak (griechisch Halys, hethitisch Maraššanta) im Lande Pala. Palaisch ist nach Forschungslage etwas älter als Hethitisch. Jährliche Opferungen in Zalpa gehörten zur königlichen Pflicht. Später nutzten die Kaškäer offenbar denselben Einwanderungsweg.

## Hethitische Fürstentümer (bis 1700 v. Chr.)
In der hethitischen Frühzeit wurde der hattische Kulturraum von hattischen Fürstentümern beherrscht. Über einen regen Handel mit dem Zweistromland Assyrien bildete sich Kaniš als bedeutendste Handelsmetropole heraus. Die Händler von Aššur (am mittleren Tigris im nördlichen Irak) kamen nach Anatolien, um vor allem Rohstoffe wie Kupfer, Silber, Gold und wertvolle Steine zu kaufen. Mit Eselskarawanen wurden die Güter nach Mesopotamien geschafft. Von dort kamen im Gegenzug unter anderem Zinn, Stoffe und Kleider. Außerdem beteiligten sich die assyrischen Kaufleute am inneranatolischen Handel. Das östliche Anatolien war mit einem Routennetz überzogen, dessen Knotenpunkte die Handelsstationen bildeten. Sie lagen in Zentralanatolien jeweils bei den Hauptorten hattischer Fürstentümer, wo die assyrischen Händler mit ihren Familien in separaten Vierteln lebten. Sie genossen den Schutz der hattischen Herren und waren steuerpflichtig. Mit den assyrischen Händlern kam die Keilschrift nach Anatolien. Kauf und Verkauf, Termingeschäfte, Kredite und Tauschaktionen wurden auf Tontafeln mit akkadischer Keilschrift festgehalten. Auf diesen Tafeln findet sich auch die erste Erwähnung der späteren Hauptstadt Ḫattuša.
In diesen ersten Jahrhunderten des zweiten Jahrtausends v. Chr. gab es in Zentralanatolien häufig Konflikte zwischen den einheimischen hattischen Fürsten und den hethitischen Gruppen, die ihre Macht auszudehnen versuchten. Die Grabungen in Ḫattuša zeigen, dass die Stadt um ca. 1700 v. Chr. in einem großen Brand zugrunde gegangen ist. In einem Keilschrifttext berichtet ein König Anitta von Kuššara, dass er den König Piyušti von Ḫattuš geschlagen und seine Stadt zerstört hat.
In diesem Zeitraum gingen auch die Handelsbeziehungen nach Assyrien abrupt zu Ende, wohl durch Blockade der Reisewege durch die in Syrien eingewanderten Hurriter.

## Altes Reich (ca. 1600–1500 v. Chr.)
Der erste hethitische Großkönig, der in Ḫattuša seine Residenz nahm, stammte aus Kuššara, der Heimat des einstigen Zerstörers der Stadt, Anitta. Er nahm aber den Namen Ḫattušili, „der von Ḫattuša“, an. Unter seiner Herrschaft kam es zur Einführung der mesopotamischen Keilschrift in einer nordsyrischen Variante, die mit dem Zusammenbruch des assyrischen Handelsnetzes aus Anatolien wieder verschwunden war. Daraus entwickelte sich eine anatolische Schreibtradition, die zur Überlieferung zahlreicher Daten auf Tontafeln geführt hat: Hethitische Staatskorrespondenz und Verträge sind ebenso erhalten geblieben wie Gesetzessammlungen, Kultvorschriften, Orakel und altorientalische Literatur. Die seit 1906 ausgegrabenen Archive von Ḫattuša mit rund 30.000 Tontafeln und -fragmenten bilden den Hauptfundus.
Großkönig Ḫattušili I. (1565 bis 1540 v. Chr.) betrieb den Ausbau des Reiches durch gezielte Eroberungen in Inneranatolien und eine Expansion nach Süden über das Taurusgebirge nach Nordsyrien. Ḫattušili I. eroberte Aleppo (heth. Ḫalpa) und nahm als Symbol der Überlegenheit die Statue des dortigen Wettergottes mit nach Ḫattuša. Jetzt nannte er sich „großer König“. Als schwierig erwiesen sich die Kämpfe gegen die Hurriter in Südostanatolien/Nordsyrien, gegen die Ḫattušili kein endgültiger Sieg gelang. Er konzentrierte sich nun auf die Absicherung des neuen Reiches. Er bestimmte seinen Enkel Muršili I. (1540 bis 1530 v. Chr.) zu seinem Nachfolger.
Muršili setzte die Eroberungen im Süden fort, deren Ziel die Ausschaltung der syrischen Stadtstaaten und die Kontrolle über die Handelsrouten nach Mesopotamien war. Aleppo wurde erneut erobert. Eine Intervention in Babylon, 1200 km von Ḫattuša entfernt, beendete die Dynastie von Hammurapi. Bald darauf wurde Muršili, verraten von einem Verwandten, ermordet. Es folgte eine Zeit der Unruhe und vieler Königsmorde. Der hethitische Machtbereich war am Ende dieser Zeit auf die zentralanatolischen Gebiete geschrumpft und der Staat befand sich in einer tiefen Krise. Babylon ging verloren, und der kassitische König Agum II. Kakrime konnte sogar die erbeuteten Götterstatuen nach Karduniaš zurückholen.

## Mittleres Reich (ca. 1500–1350 v. Chr.)
Es folgten auf den Thron vier Könige ohne bisher bekannte größere Bedeutung: Ḫantili I., Zidanta I., Ammuna, Ḫuzziya I. bis etwa 1500 v. Chr. Telipinu die Macht übernahm und diese durch verschiedene Erlasse absicherte. Er versuchte, die Thronfolge durch einen größeren Einfluss der Versammlung der höchsten Adligen, als unabhängige Gerichtsinstanz, zu regeln. Es gab jetzt zum ersten Mal ein Kontrollinstrument außerhalb der königlichen Familie.
Diese Periode wird auch als das Mittlere Reich bezeichnet. Sie ist weiterhin stark von innerpolitischen Machtkämpfen und dem Verlust der außenpolitischen Vormachtstellung in Nordsyrien an das Reich der Mittani geprägt. Auch im Norden des Reiches gab es einen dauerhaften Feind, die Kaškäer, die in den Bergen im Norden und Nordosten am Schwarzen Meer siedelten. Sie fielen zur Erntezeit regelmäßig plündernd in das Hethiterreich ein. Sie versuchten nie, dauerhaft das Reich zu erobern, sondern zogen sich mit der Beute in die Berge des Nordens zurück und waren eine immerwährende Bedrohung für alle Großkönige des Hethiterreiches.
König Tudḫaliya I. (etwa 1420 v. Chr.) versuchte, das Einflussgebiet des alten Reiches wiederherzustellen. Inschriften belegen Feldzüge an die Westküste in das Gebiet von Arzawa und in das nördliche Mesopotamien. Mit dem Reich von Kizzuwatna im Südosten der heutigen Türkei schloss er einen Vertrag. Das Kerngebiet des Hethiterreiches blieb aber, auch unter seinen Nachfolgern bis zum Großkönig Šuppiluliuma I., auf Zentralanatolien beschränkt. Neben den ständigen Angriffen durch die Kaškäer kam es immer wieder zu Aufständen gegen die Hauptstadt Ḫattuša, bei denen lokale Fürsten nach Unabhängigkeit strebten.

## Die Zeit des hethitischen Großreichs (ca. 1350–1200 v. Chr.)

### Großkönig Šuppiluliuma I.

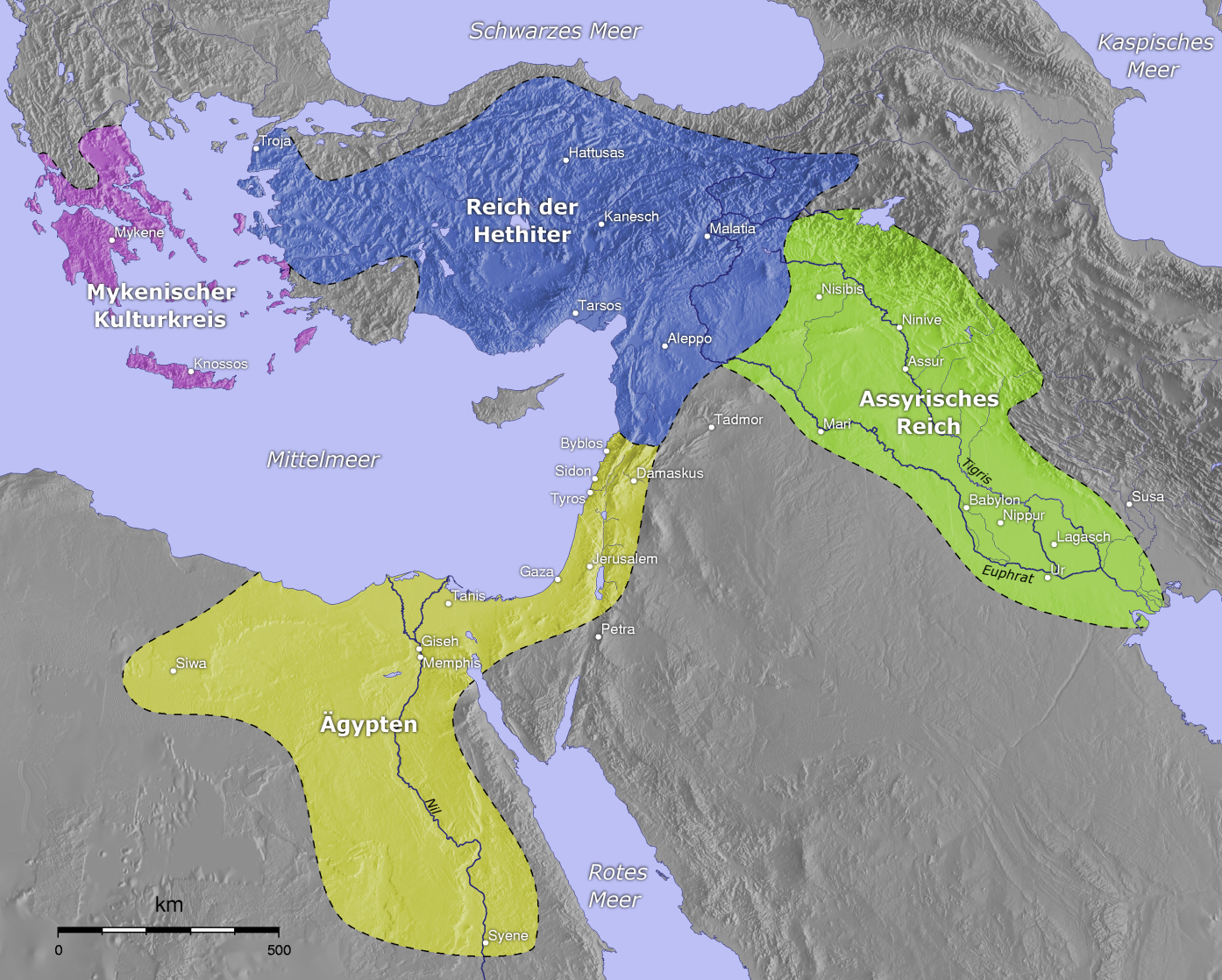
Das Hethiterreich im 13. Jahrhundert v. Chr.

Großkönig Šuppiluliuma I. reformierte das Reich und konnte seine mächtigen Gegenspieler, den hurritischen Staat von Mittani im Bereich von Euphrat und Tigris (heute Südosttürkei, Nordsyrien und Nordirak), zurückdrängen. Auch das im Westen gelegene, zwischenzeitlich zur Großmacht aufgestiegene Reich Arzawa wurde zerschlagen. Das hethitische Reich beherrschte nun fast ganz Kleinasien und Syrien. Das hethitische Gebiet in Syrien grenzte direkt an die nördlichste Provinz des ägyptischen Reiches, und so kam es auch zwischen diesen beiden Mächten bald zu Kämpfen.

### Die Hethiter und Ägypten
Als eines der bedeutendsten Ereignisse der hethitischen Geschichte gilt die Schlacht bei Kadeš (1274 v. Chr.), in der die Armeen des Großkönigs Muwatalli II. und des Pharaos Ramses II. aufeinandertrafen, zusammen mit dem nachfolgenden Vertrag zwischen Ramses und Ḫattušili III. (1259 v. Chr.) Hierbei handelt es sich um den ältesten schriftlich überlieferten Friedensvertrag (Ägyptisch-Hethitischer Friedensvertrag) der Welt, von dem unter anderem eine Kopie – als ein Symbol für den Frieden – im UNO-Gebäude in New York zu sehen ist.

### Die letzte Blüte des Großreiches
Muwatalli II. verlegte seine Residenz nach Süden, nach Tarḫuntašša, das bisher noch nicht lokalisiert werden konnte. Aber schon sein Nachfolger Muršili III. kehrte nach Ḫattuša zurück. Er wurde jedoch bald von seinem Onkel Ḫattušili III. abgesetzt. Unter diesem Großkönig und seinem Sohn Tudḫaliya IV. erlebte die Stadt noch einmal eine Blüte. Ḫattuša war nicht nur politische Hauptstadt, sondern auch das Kultzentrum – die Residenz der „Tausend Götter des Ḫatti-Landes“.

### Die Hethiter und Mykene
Schon früh stellte man sich die Frage, ob und wie intensiv das hethitische Reich kulturellen oder diplomatischen Kontakt mit den zeitgleichen mykenischen Staaten hatte. Vor allem für Westkleinasien war das naheliegend und zu erwarten. Die Keilschriftquellen erwähnen ein weit im Westen gelegenes Land Aḫḫiyawa, mit dem es Auseinandersetzungen gab. Eine lange diskutierte und immer noch umstrittene Frage ist, ob damit ein mykenisches Reich gemeint sein könnte. Einige Forscher (u. a. Forrer) sind der Ansicht, dass es sich bei Aḫḫiyawa um die Achäer Homers – eine von drei verschiedenen Bezeichnung der Griechen, die gegen Troja gezogen sind – handelt. Quellen belegen eine diplomatische Auseinandersetzung zwischen dem hethitischen Großkönig und der bedeutenden Stadt Milawanda, die offenbar zum Machtbereich Ahhijawas gehörte. Von vielen Althistorikern und Archäologen wird Millawanda mit dem karisch-mykenischen Milet im südlichen Westanatolien identifiziert.
Milet gehörte im 14. Jahrhundert v. Chr. zur mykenischen Kultur. Archäologisch konnte eine Zerstörung der Stadt gegen Ende des Jahrhunderts nachgewiesen werden. Einige Forscher gehen davon aus, dass sie der Zerstörung von Milawanda durch Muršili II. zugeordnet werden kann. In den folgenden zwei Jahrhunderten stammen aus Milet weiterhin mykenische Funde, jedoch finden sich auch anatolische Elemente. So steht die Stadtmauer typologisch hethitischen Stadtmauern näher als denen der mykenischen Zentren auf dem griechischen Festland (Tiryns, Mykene etc.). Fritz Schachermeyer nahm daher eine Art mykenisch-hethitische „Doppelherrschaft“ für Milet an, was intensiven diplomatischen Kontakt zwischen Hethitern und zumindest einem mykenischen Staat (Aḫḫiyawa?) voraussetzt. Diese Hypothese ist in der Forschung bislang weder allgemein akzeptiert noch verworfen worden.
Archäologische Belege für intensive direkte (Handels-)Kontakte zwischen Griechen und Hethitern gibt es außerhalb Milets kaum: von mykenischen Fundplätzen ist bislang nichts eindeutig Hethitisches zu Tage getreten. Viel schwerer wiegt, dass in Ḫattuša und anderen zentralanatolischen hethitischen Städten bisher nur sehr wenige als mykenisch angesehene Artefakte gefunden wurden. Und das, obwohl mykenische Keramik in weiten Teilen des Mittelmeergebiets verbreitet war. Lediglich in Beycesultan in Westanatolien (in der Nähe von Çivril) wurden mykenische und hethitische Artefakte in etwas größerem Umfang vergesellschaftet gefunden.

## Das Ende des Großreiches (um 1200 v. Chr.)
Tudḫaliya IV. musste Kurunta, einem Nachkommen Muwatallis II., gegen den Ḫattušili III., Tudḫaliyas Vater, usurpiert hatte, die Region Tarḫuntassa übertragen. Tarḫuntassa lag im südlichen Kleinasien zwischen Lykien und Kilikien. Kurunta blieb zwar dem Großkönig unterstellt und Tarḫuntassa Bestandteil des Hethiterreichs, doch zeigt dieses Ereignis, das durch eine jüngst gefundene Bronzetafel bekannt ist, dass es Machtkämpfe schon zur Zeit Tudḫaliyas IV. gab. Kurunta gab sich offensichtlich mit dieser Regelung nicht zufrieden: Zu einem bisher nicht näher bestimmbaren Zeitpunkt riss er für kurze Zeit die Macht in Ḫattuša an sich, verlor sie aber bald wieder. Möglicherweise steht der frühe Tod Arnuwandas III., des Sohnes und Nachfolgers von Tudḫaliya IV., mit diesen Ereignissen in Zusammenhang.
Auf Arnuwanda III. folgte dessen Bruder Šuppiluliuma II., der letzte zweifelsfrei bezeugte Herrscher des Großreichs. Legitimierungsschwierigkeiten sind evident, denn es existieren Dokumente, in denen er betont, niemanden in der Erbfolge übergangen zu haben. Zudem schwört er Beamten und Vasallen darauf ein, ihn zu unterstützen. Aus hethitischen Quellen sind nur Ereignisse aus den ersten Jahren seiner Regierungszeit erhalten. In diesen ist das Großreich noch voll handlungsfähig und nichts deutet auf den raschen Zusammenbruch hin. Šuppiluliuma gelingt es möglicherweise sogar, die Region Išuwa in Ostkleinasien zu erobern. Allerdings hat er auch gegen „Feinde Alašijas“ (Zypern) zu kämpfen, sowohl zur See als auch an der Küste. Offenbar blieben die Hethiter dabei erfolgreich.
Legitimierungsschwierigkeiten des letzten Herrschers (evtl. erneute Thronfolgestreitigkeiten), Missernten und feindliche Angriffe schwächten den Staat gegen Ende des 13. Jahrhunderts v. Chr. Es war eine Zeit der Unruhe im gesamten Ostmittelmeerraum, bei der besonders die küstennahen Länder unter dem Ansturm der sogenannten Seevölker, zu leiden hatten. Der letzte bekannte Großkönig, Šuppiluliuma II., berichtet von Kämpfen vor und auf Alašija (Zypern) und in Arzawa (Westanatolien).
Außerhethitische Quellen reichen näher an das Ende des Großreichs heran. So erfahren wir von Getreidehilfslieferungen des ägyptischen Pharaos Merenptah. Dem untergebenen Herrscher in Ugarit befahl Šuppiluliuma, auf Schiffen unverzüglich Getreide nach Hatti zu senden, es gehe „um Leben und Tod“. Offenbar war im Hethiterreich kurz vor 1200 v. Chr. eine Hungersnot ausgebrochen. Sie könnte die Widerstandsfähigkeit des Hethiterreichs geschwächt haben. Einem Schreiben in Ugarit, das unmittelbar vor der Zerstörung der Stadt (sehr wahrscheinlich zwischen 1194 und 1188 v. Chr.) verfasst wurde, ist zu entnehmen, dass Zypern von einer fremden Flotte angegriffen worden war und auch die syrische Küste massiv bedroht wurde. Gleichzeitig wurde die Flotte Ugarits vom hethitischen König – bei dem es sich nur um Šuppiluliuma handeln kann – an der Südwestküste Kleinasiens eingesetzt. Zudem war der König in verlustreiche Kämpfe in den Lukka-Ländern (vermutlich Lykien) verwickelt. Dass sich die militärische Lage zugespitzt hatte, verdeutlicht die Tatsache, dass die Fußtruppen von Ugarit nach Zentralanatolien, ins hethitische Kernland, abberufen wurden. Ugarit war in früheren Zeiten – selbst bei einem drohenden großen Krieg gegen die Assyrer – von der Bereitstellung von Truppen ausgenommen worden. Einige Forscher schließen daher auf einen Mehrfrontenkrieg: im Lukka-Bereich, zur See sowie Bedrohung des Kernlandes durch einen anderen, unbekannten Feind.
Das wichtige syrische Handelszentrum Ugarit war demnach schutzlos (wurde vielleicht sogar „geopfert“) und fiel kurz darauf. Auch Zypern war durch Unbekannte, bei denen es sich vielleicht um die aus ägyptischen Quellen bekannten sog. „Seevölker“ handelt, angegriffen worden. Was danach geschah und wie viele Jahre es dauerte, bis das Großreich endgültig zusammenbrach, ist noch nicht geklärt. Jedoch muss das Ende bald gekommen sein, denn nach Šuppiluliuma ist kein Herrscher von Ḫattuša mehr belegt. Der Verlust wichtiger Gebiete, die Hungersnot und die anhaltenden Kämpfe gegen verschiedene Feinde dürften das Hethiterreich arg geschwächt haben, so dass ein mittelschwerer Schlag – von wem auch immer – genügt haben dürfte, es zusammenbrechen zu lassen. Einige Forscher nehmen (mit Stand 2005) auch innere Wirren, Aufstände der Bevölkerung oder Machtkämpfe an, die zum Untergang beitrugen. Dass es die Kaškäer waren, die dem Hethiterreich den Todesstoß gaben, wie von einigen Forschern angenommen, ist Spekulation. Es kommen auch viele andere Möglichkeiten in Betracht. Der Untergang des Hethiterreichs basiert nach herrschender Meinung jedenfalls auf vielen Faktoren und wurde nicht nur – wie man teilweise früher annahm – durch eine massive, vom Balkan oder Thrakien ausgehende Völkerwanderung (Urnenfeldersturm) herbeigeführt.
Da sich durch (mit Stand 2005) neuere Ausgrabungsbefunde immer klarer abzeichnet, dass in Südanatolien ein hethitischer Staat Tarḫuntassa den Zusammenbruch des Großreichs überdauerte, wird von einigen Forschern angenommen, dass das Hethiterreich infolge innerer Kriege zusammenbrach. Es wird erwogen, dass es zu weiteren Kämpfen zwischen Tarḫuntassa und der hethitischen Zentralmacht kam, die Ersteres für sich entschied. Tarḫuntassa hätte demnach – wie auch die östlichen Nachfolgestaaten – die hethitische Tradition im Süden noch einige Zeit lang gewahrt.
In Ḫattuša wurden die Palast- und einige Verwaltungsgebäude und Heiligtümer in Brand gesetzt, wie Brandhorizonte beweisen. Es wurden jedoch keine Skelette in den Gebäuden gefunden, so dass von einer vorherigen Evakuierung ausgegangen werden kann. Der Rest der Stadt blieb offenbar weitgehend von Zerstörungen verschont. Schließlich wurde Ḫattuša – nach (mit Stand 2005) neueren Befunden der Ausgräber – von der Bevölkerung verlassen. Auch andere hethitische Städte in Zentral-Anatolien wurden entweder durch Feuer zerstört oder verlassen.
Am Anfang des 12. Jahrhunderts fanden überall Bevölkerungsverschiebungen statt und in Zentralanatolien entstand keine neue Zentralgewalt. Die Bewohner kehrten zu bäuerlicher, teilweise nomadischer Lebensweise zurück. Das Ende der Bronzezeit fällt mit dem Zusammenbruch des Hethiterreiches und auch mit der Zerstörung von Troja (hethitisch vermutlich Wiluša) zusammen.

## Späthethitische Fürstentümer (1200–700 v. Chr.)
Etwa um 1200 v. Chr. zerfällt der Süden des ehemaligen Großreiches in Südost- und Südanatolien sowie Syrien in Kleinstaaten, in denen luwische Bevölkerung und/oder Oberschichten in den so genannten späthethitischen Fürstentümern noch einige Jahrhunderte die Kultur des Großreichs weiterpflegen. Zu den wichtigsten dieser Kleinkönigreiche zählen Tabal und Karkemiš, deren Herrscher sich zeitweise als Großkönige bezeichneten, Zincirli (Samʼal), ‘Ain Dara in Syrien, Sakçagözü (Sakcegözü), Tell Tayinat und Karatepe (Azatiwataya) bei Adana. Auch die Herrscher von Malatija nannten sich Großkönige und führten diesen Titel auf Kuzi-Teššub von Karkemiš, den (angeblichen?) Großvater des ersten Trägers, zurück.
Die meisten dieser Königreiche wurden sehr schnell aramäisiert und fielen schließlich unter assyrische Herrschaft. Bei den in der Bibel erwähnten Hethitern dürfte es sich überwiegend um die Bewohner dieser späthethitischen Fürstentümer handeln.